# Impatiens linearifolia
Impatiens linearifolia är en balsaminväxtart som beskrevs av Otto Warburg. Impatiens linearifolia ingår i släktet balsaminer, och familjen balsaminväxter. Inga underarter finns listade i Catalogue of Life.